# Stanislav Stepashkin
Stanislav Stepashkin, född 1 september 1940 i Moskva, död 4 september 2013 i Moskva, var en sovjetisk boxare.
Stepashkin blev olympisk mästare i fjädervikt i boxning vid sommarspelen 1964 i Tokyo.